# Will Champion
William Champion (Southampton, 31 de julho de 1978), também conhecido como Will Champion, é um músico inglês, conhecido por seu trabalho como baterista da banda Coldplay.

## Início de vida
William Champion nasceu em Southampton, Hampshire, Inglaterra, e foi criado em uma pequena área urbana denominada Chandlers Ford, nos arredores de Southampton, onde seu pai, Timothy Champion, foi um professor de arqueologia. Na juventude, suas influências musicais incluiam Tom Waits e as tradicionais músicas da Irlanda. Cresceu tocando guitarra, mas também tinha experiência no piano, no baixo e na flauta. Antes de Will se juntar ao Coldplay, ele tocava numa banda chamada Fat Hamster. Ele foi para a faculdade Peter Symonds College.

## Coldplay
Champion foi o último dos quatro integrantes da banda a entrar no grupo, em 31 de julho de 1997 (data de seu aniversário). Ele assumiu a posição de baterista com nenhuma experiência prévia, mas rapidamente se ajustou para preencher seu papel na banda.
Em 1999, Chris Martin demitiu Champion, mas o vocalista se arrependeu da decisão e pediu para que o baterista voltasse logo depois.
Durante a Viva la Vida Tour, Champion cantou e executou uma versão acústica da canção "Death Will Never Conquer". Essa versão da canção foi inclúida no álbum ao vivo do Coldplay LeftRightLeftRightLeft. Ele também atuou como vocalista principal em uma versão ao vivo de "Til Kingdom Come" e no B-side de "Life in Technicolor II", "The Goldrush".

## Outros projetos
No Outono de 2004, Champion e o baixista do Coldplay, Guy Berryman, contribuíram com o tecladista do a-ha, Magne Furuholmen, em seu primeiro álbum solo Past Perfect Future Tense.

## Vida pessoal
A mãe de Champion faleceu em 2000. Chris Martin realmente gravou o vídeo para o single do Coldplay "Yellow", no dia do seu funeral. Champion foi o primeiro membro do Coldplay a se casar: Casou-se com Marianne Dark, uma professora, em 2003. Seu primeiro filho, uma menina chamada Ava, nasceu em 28 de abril de 2006. Em 7 de maio de 2008, Marianne deu à luz gêmeos fraternos, Juno e Rex.

## Equipamento
Champion, atualmente tem uma bateria Yamaha e seu set de pratos é da marca Zildjian.